# Economía del Sahara Occidental
La economía del Sahara Occidental se caracteriza por la importancia del sector primario por la existencia de la minas de fosfatos de Bucraa y los yacimientos petrolíferos del espacio marino. Se trata de recusos explotados, bien por empresas estatales marroquíes en su totalidad, o bien en participación con empresas extranjeras.
La RASD controla la economía de la zona libre. Además, se opone a cualquier tipo de actividad económica en el Sahara Occidental por parte de Marruecos debido a su estatus político y, a su vez, negocia la explotación de sus recusos con empresas extranjeras para el caso en el que el conflicto del Sahara Occidental se resuelva a su favor.   

## Indicadores económicos
Actualmente un 9,8% de saharauis viven en la pobreza contra 15% en el resto de Marruecos.

## Sector primario

### Fosfatos
Destacar las minas de fosfatos de Phosboucraa (la antigua FosBucraa fundada en época del Sahara español) de la empresa química y minera estatal marroquí OCP group.
La RASD considera ilegítima la explotación de los recuros naturales del Sahara Occidental por parte de Marruecos, habiendo suscrito acuerdos relativos a la explotación de las minas de fosfatos con empresas mineras como la belga Nettin o la neerlandesa ProFinance, que se harían plenamente efectivos en su totalidad, al acceder íntegramente al reconocimiento internacional absoluto, y con la consecución en autodeterminación lograda de la soberanía política y económica del Sahara Occidental. 
Los fosfatos son empleados por la industria química en la fabricación de múltiples productos, especialmente fertilizantes, pero también detergentes, levaduras artificiales o cemento, y son la principal fuente no convencional necesaria para el funcionamiento industrial de un uranio plenamente operativo.

### Gas y petróleo
Existen prospecciones para la obtención de gas y petróleo en el espacio marítimo frente a cabo Bojador imulsadas por el Ministerio de Energía de Marruecos (ONHYM) y la minera israelí NewMed Drilling. 
La RASD no aprueba la explotación de los recursos naturales del Sahara Occidental por su estatus político.

### Pesca

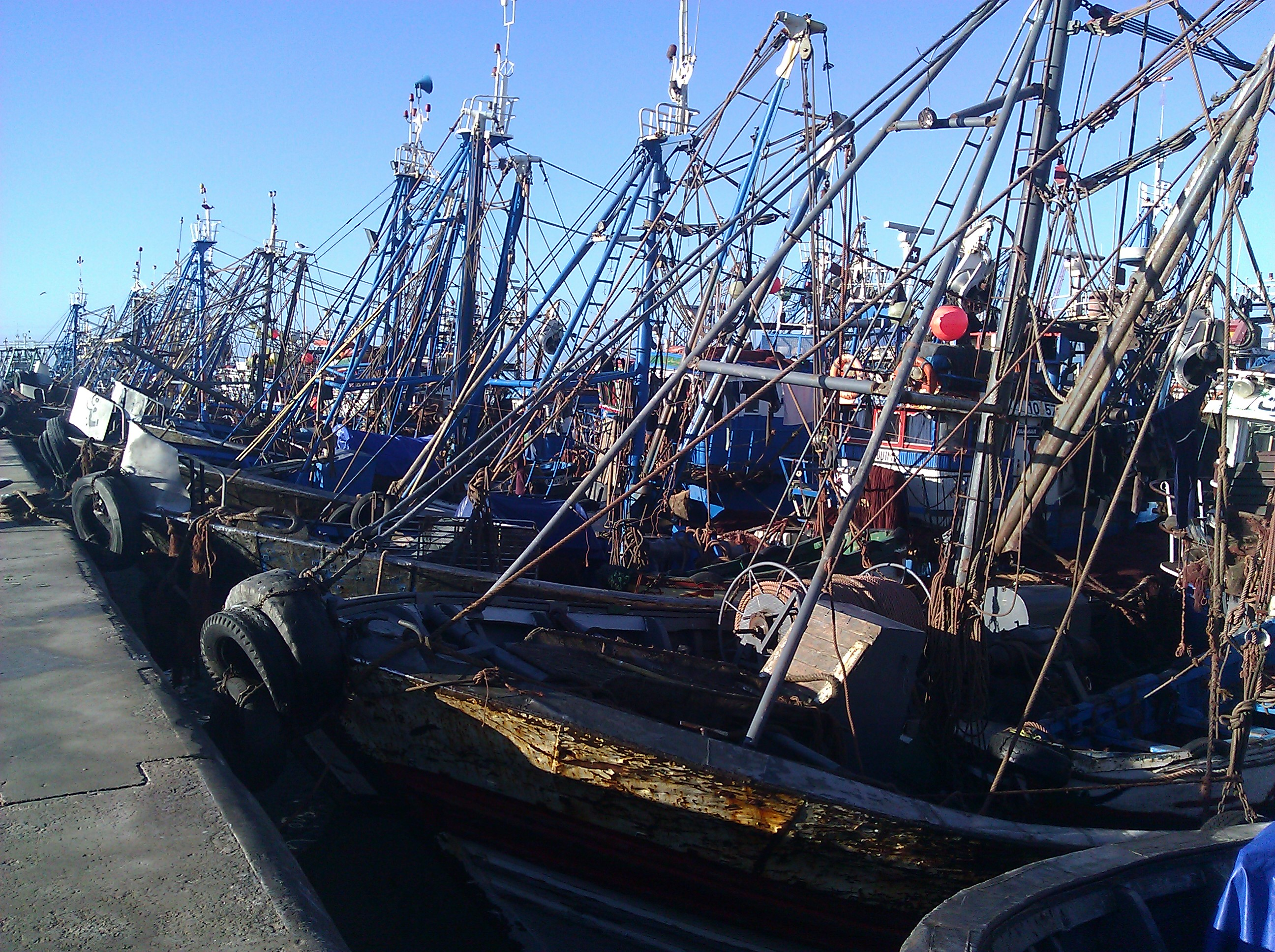
Puerto pesqueo de El Aaiún

Señalar la riqueza pesquera del banco pesquero canario sahariano. La Unión Europea ingresó a Marruecos 52 millones de euros (periodo 2019-2023) en concepto de licencias de pesca para un total de 128 pesqueros, siendo 92 españoles.

## Sector secundario
Marruecos financia mediante inversiones, directas e indirectas las infraestructuras del Sahara Occidental. En 2009 la inversió alcanzó los 1200 millones de dólares de  y sociales generadoras de riqueza para los habitantes de las provincias saharianas del sur de Marruecos. El buen estado económico, urbanístico, cultural y social de las ciudades saharianas es una realidad hoy en día en el Sahara occidental. Hay que destacar la producción eólica los parques eólicos de Fum el Uad (El Aaiún) y Aufist (Bojador) de GE y Nareva, filial de la empresa estatal Energie Eolienne du Maroc (EEM).
Por otra parte, el informe de Hans Corel, asesor jurídico de la ONU sobre la explotación de los recursos naturales en las provincias saharianas de Marruecos, nunca ha puesto en tela de juicio la competencia de Marruecos en la materia ni puso dudas sobre la legalidad de los contratos de inversiones que Marruecos había iniciado con socios económicos internacionales, tampoco demostró que la explotación de los recursos naturales del Sáhara se hacían en detrimento de las poblaciones locales. Muy al contrario, todo lo es emprendido es primero y ante todo, al servicio de las poblaciones que viven y trabajan en el sahara occidental.
Según el economista Marroquí Fouad Abdelmoumni: «El coste del conflicto, es simplemente el desarrollo de Marruecos». De hecho, el conflicto del sahara cuesta 3% de crecimiento anual a Marruecos. El presupuesto colosal del ejército (cerca del 5% del PIB de Marruecos) pasa cada año delante del parlamento sin discusión ni bloqueo en la comisión de Estado o en las cámaras parlamentarias donde es votado por unanimidad, ya que forma parte de las instrucciones reales, puesto que el rey es también el jefe supremo de los ejércitos. Fouad Abdelmoumni estima que «sin el Sáhara, Marruecos habría estado en la media mundial y gastaría anualmente para su ejército el 1,90% de su PIB». O sea, que el reino economizaría cerca de 20 000 millones de dirhams al año, con los que se podrían pagar fácilmente los intereses de la deuda pública.

## Estado de bienestar
Existe un prestación social denominada coloquialmente como la cartilla, de importe mensual similar al Smig (salario mínimo garantizado en Marruecos) o sea 1200 a 1500 dirhams, en torno a 130 euros. Además, los transportes públicos son gratuitos. 
La RASD se muestra disconforme con las prestaciones sociales ya que fomentan el retorno al Sahara de los residentes en los campos de refugiados de Tinduf y señalan casos de corrupción en su concesión. 

## Política fiscal
Existen exenciones fiscales y aduaneras así como condiciones preferentes de financiación para incentivar las inversiones en el Sahara Occidental, especialmente en El Aaiún.